# Jökuldalsheiði

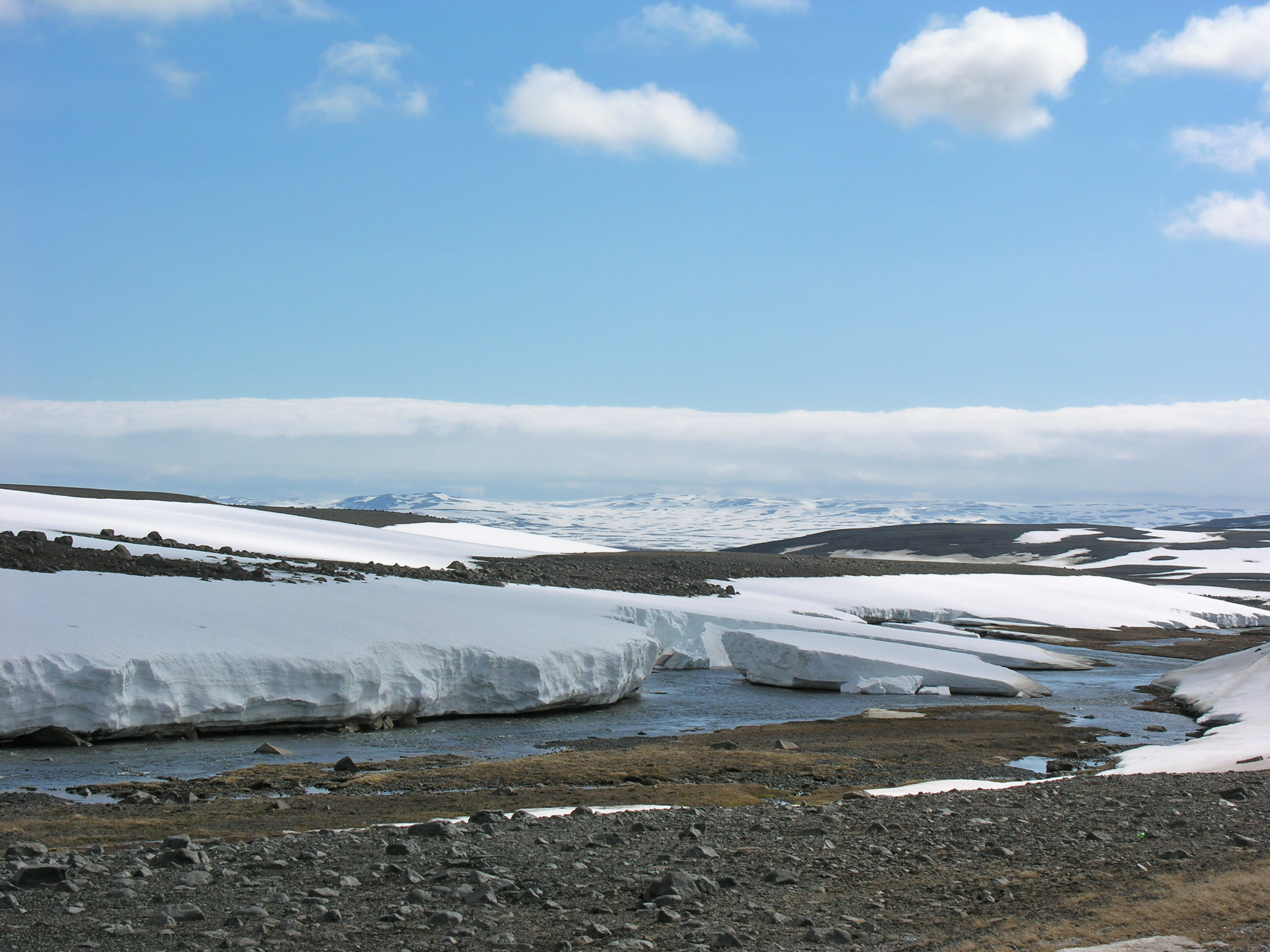
Jökuldalsheiði im Mai 2008

Die Jökuldalsheiði ist eine Hochebene im Osten von Island.

## Lage
Die Jökuldalsheiði liegt westlich des Flusses Jökulsá á Brú.
Sowohl die Ringstraße  in ihrem neuen Verlauf als auch ihr alter Verlauf, der Möðrudalsleið  durchqueren dieses Gebiet.

## Geschichte
Auf der Ebene gibt es eine große Anzahl Seen und auf ihr lagen im 19. Jahrhundert etwa 15 Höfe mit ca. 150 Bewohnern, eine für isländische Verhältnisse dichte Besiedelung für so eine Hochebene.
Die Lebensbedingungen waren jedoch sehr rau.
Das Land wurde verlassen, als 1875 der Ausbruch der Askja das Land unter einer Ascheschicht begrub.
Um die Jahrhundertwende zum 20. Jahrhundert siedelten sich wieder einige Leute an.
Aber der letzte Hof wurde 1945 aufgegeben.

## Einzelnachweise

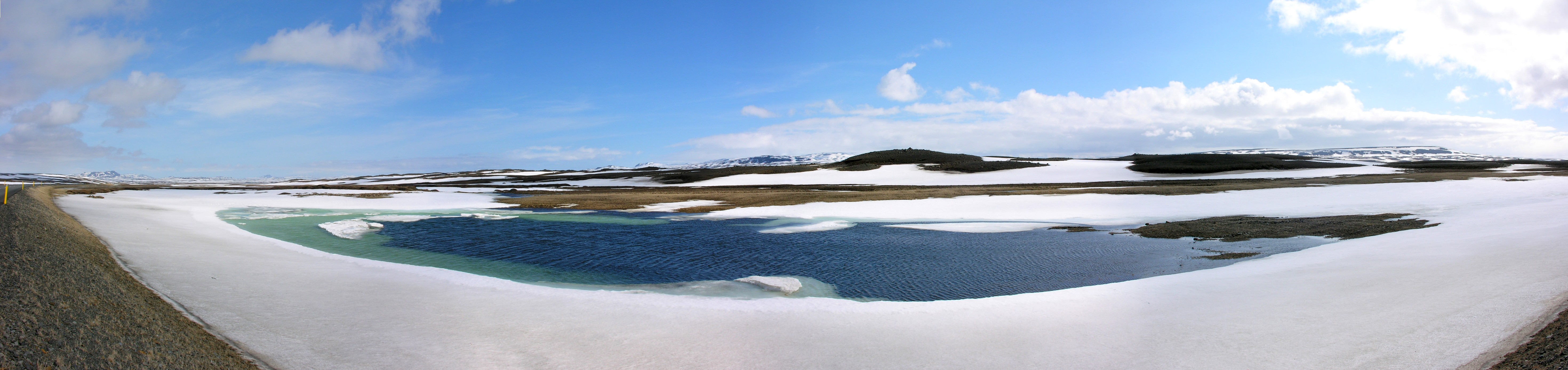
Jökuldalsheiði im Mai 2008